# Джинні Дункел
Джинні Дункел (англ. Ginny Duenkel, 7 березня 1947) — американська плавчиня.
Олімпійська чемпіонка 1964 року.
Переможниця Панамериканських ігор 1963 року.